# Jochen Meißner (Autor)
Jochen Meißner (* 1966 in Remscheid) ist ein deutscher Radio-Feature-Autor, Hörspielkritiker und Journalist.

## Leben
Seit seinem Studium der Germanistik, Philosophie und Politologie in Köln und Berlin arbeitet Jochen Meißner als ständiger Hörfunkkritiker für den Medienfachdienst Funkkorrespondenz (2015 umbenannt in Medienkorrespondenz), veröffentlichte seine Kritiken aber auch in verschiedenen Tageszeitungen und in der Zeitschrift Theater heute. Außerdem arbeitet er als freier Feature-Autor für verschiedene Rundfunkanstalten der ARD. Von 2006 bis 2010 war er künstlerischer Leiter des Hörspielsymposions an der Eider am Nordkolleg Rendsburg, das im Sammelband Hörspiel ist schön dokumentiert ist. Seit 2008 ist er Vorsitzender der Fachjury und Mitveranstalter des Berliner Hörspielfestivals – das Festival des freien Hörspiels. Im Lauf der Zeit gehörte er verschiedenen Hörspieljurys an, unter anderem der des Hörspielpreises der Kriegsblinden, des Deutschen Kinderhörspielpreises, des Hörspielpreises der ARD, der zum Hörspiel des Monats und der Nominierungsjury des Deutschen Hörbuchpreises. 2014 wurde er für seine Arbeit als Hörspielkritiker mit einer Besonderen Ehrung des Bert-Donnepp-Preises für Medienpublizistik ausgezeichnet. Seit 2012 betreibt er das Blog hoerspielkritik.de. Er ist Mitglied der  Deutschen Akademie der Darstellenden Künste.

## Auszeichnungen
- 2014 Bert-Donnepp-Preis (Besondere Ehrung)

## Werke

### Print (Auswahl)
- 2000 Von der Schrift zum Hypertext. Typographie in der Schule der Atheisten. In: Horst Denkler und Carsten Würmann (Hrsg.): Alles=gewendet. Zu Arno Schmidts „Die Schule der Atheisten“. Aisthesis Verlag, Bielefeld 2000, ISBN 3-89528-278-2, S. 219–252.
- 2005 Das Prinzip Live – Krieg im Hörspiel In: Heinz-Peter Preußer (Hrsg.) Krieg in den Medien, (= Amsterdamer Beiträge zur neueren Germanistik. Band 57). Editions Rodopi, Amsterdam, New York 2005, ISBN 90-420-1855-0, S. 175–202.
- 2009 Jochen Meißner, Uwe Krzewina (Hrsg.): Hörspiel ist schön! Beiträge aus sechs Jahren Hörspielsymposion am Nordkolleg Rendsburg. BoD, Norderstedt 2009, ISBN 978-3837091250.
- 2015 Die richtigen Fehler machen oder: Warum man das Rad nicht permanent neu erfinden muss. In: Sandra Uschtrin und Heribert Hinrichs (Hrsg.): Handbuch für Autorinnen und Autoren. 8., völlig überarbeitete und erweiterte Ausgabe, Uschtrin Verlag, Inning am Ammersee 2015, ISBN 978-3-932522161, S. 190–206.
- 2017 Eine Leerstelle für nicht-technische Daten – Über Hörspielkritik In: Christoph Buggert, Deutsche Akademie der Darstellenden Künste (Hrsg.): Seismographie des Hörspiels. 40 Jahre Hörspiel des Monats 1977–2017, 30 Jahre Hörspiel des Jahres 1987–2017. belleville Verlag Michael Farin, München 2017. ISBN 978-3-946875-21-5, S. 127–132.
- 2019 Vorsätzliche Grenzüberschreitungen – Subversion im Hörspiel In: Neue Rundschau, Heft 3/2019, 130. Jahrgang hg. v. Michael Lentz. ISBN 978-3-10-809119-4, S. 104–117.
- 2020 „Get this Charlie, get this Charlie!“ – Oder die Glaubwürdigkeitsreserven des Radios In: Journal der Künste, Heft 13/2020, S. 44–47. ISSN (Print DE) 2510–5221; ISSN (Online DE) 2512–9082
- 2020 Sprache, Buchstabe, Bild, Poesie. Gespräch mit Frieder Butzmann In: Frieder Butzmann: Wunderschöne Rückkopplungen. Martin Schmitz Verlag, Berlin 2020. ISBN 978-3-927795-87-7, S. 246–266.

### Funk (Auswahl)
- 1990 Tee-Schock Wohnen 1 + 2, Radio 100.
- 1991 Tee-Schock Tod, Radio 100.
- 1999 Am Anfang war die Stimme 1-4, für das Medienmagazin der ORB/SFB-Welle Radio Brandenburg.
- 2001 Zwischen Balkan- und Baltic-Style. Der Prix Europa 2001, DLF 2001.
- 2003 Vom öffentlichen Gebrauch des Humors – Die  Typo 2003, RBB.
- 2004 Unschärferelationen oder Wie das Radio Realität konstituiert, DLF.
- 2005 Die rhythmischen Interventionen des Albrecht Kunze, HR.
- 2006 „Ich bin unterwegs zum Büro, ich bin unterwegs zu mir“ – Arbeitswelten im Hörspiel, eine Werkschau (zum 1. Mai), D-Kultur (zusammen mit Frank Kaspar).
- 2007 O-Ton-Porträts von  Jürgen Becker, Ludwig Harig, Paul Wühr, WDR.
- 2008 Felder, Ränder, Umgebungen. Die Hörspiellandschaften des Jürgen Becker (und einiger seiner Zeitgenossen), DLF.
- 2009 Knallfunken oder Der Missbrauch von Heeresgerät. Krieg im Hörspiel seit 1914. Eine kleine Mediengeschichte mit Marschmusik, D-Kultur.
- 2011 Schallgestalten in bilderlosen Räumen. Wie Friedrich Knilli den Deutschen das Hörspiel aus dem Kopf schlug. Eine kleine Mediengeschichte des Hörspiels in zehn Missverständnissen, D-Kultur.
- 2012 Rotierende Sphären. Ferdinand Kriwet – eine Umrundung, SWR.
- 2013 Von Stimmpersonen und Zeitgestalten. Eine akustische Festschrift für Werner Klippert zum 90. Geburtstag, D-Kultur.
- 2014 Das Auge liest mit. Über Schrift und Schriften, (mit Judith Schalansky, Friedrich Forssman und Erik Spiekermann), SWR.
- 2014 „Ludwig, sei nicht so narrativ!“ Ludwig Harig als Hörspielmacher, DLF.
- 2015 Wer Ohren hat zu lesen – Über stumme und sprechende Buchstaben. Eine Alphabetisierungskampagne, SWR.
- 2016 Gesänge, Chöre, Kollektive – ein Hörspielrezitativ, D-Kultur.
- 2019 Voyager 3 – Eine Reise durch den radiophonen Raum (zusammen mit Frank Kaspar), SWR.
- 2022 Die rote Tür – Hörspiel-Essay über die Linearität des Radios, Ursendung am 23. Oktober 2022 im produzierenden Deutschlandfunk Kultur, Regie zusammen mit Frieder Butzmann, Länge 89 Minuten.[4]